# Plateforme de glace Ouest
- Plateforme de glace Ouest (15 666 km²)

Plateforme de glace Ouest (15666 km²)

La plateforme de glace Ouest (en anglais : West Ice Shelf) est située en Antarctique et s'étendait sur une superficie de 15 666 km2 en 2013.
Elle est découverte par l'expédition Gauss (1901–1903) d'Erich von Drygalski qui la nomme d'après la position où elle se situe par rapport à son navire prisonnier des glaces. C'est là que se situe l'île Zavadovskiy.